# Ванеса Хъджинс
Ванеса Ан Хъджънс (на английски: Vanessa Anne Hudgens), позната още като Ванеса Хъджънс, е американска актриса и певица, известна с ролята си в нашумелия тийнфилм „Училищен мюзикъл“.

## Биография
Ванеса Хъджънс е родена на 14 декември 1988 г. в Салинас, Калифорния, в семейството на Джина и Грег Хъджънс. По-малката ѝ сестра Стела също върви по нейните стъпки. В корените си има ирландска и американска жилка от страна на баща си и филипинска, китайска и испанска жилка от страна на майка си. „Чувствам се като миш-маш“ – споделя Хъджънс.
От 8-годишна играе в театрални постановки. След седми клас става частна ученичка. Първата и роля на голям екран е във филма „Тринадесет“ като Ноел. После участва като гост в много сериали. Най-голямата и роля е в безспорния хит на Дисни „Училищен мюзикъл“, където си партнира със Зак Ефрон, – с когото са двойка и извън екрана до декември 2010 – и трите му продължения, както и в концерта на звездите от мюзикъла. Заради славата, която и носи филма, получава предложение за главна роля в трилъра „Prom Night“ (Абитуриенстка вечер), но Хъджънс отказва, за да работи върху новия си албум. След прекратяване на договора си с Дисни прекратява временно и музикалната си кариера, за да се съсредоточи върху актьорската си игра и да спечели одобрението на критиците. Това става с филма и Bandslam. Въпреки неговият комерсиален провал, критиците най-сетне признават Хъджънс за една от талантливите млади звезди на Холивуд, като казват, че „заслепява останалите актьори в състава“ и я сравняват с кинолегенди като Доръти Паркър и Танди Нютън.
Следват съвременната екранизация на „Красавицата и звяра“ – „Зверски“, в която играе редом до Алекс Петифър и Нийл Патрик Харис. Нийл подготвя театрална продукция на мюзикъла Rent и предлага на Хъджънс ролята на Мини, с която Ванеса прави голямото си завръщане в театъра и в мюзикълите.
След поредицата романтични комедии и драми, Хъджънс се съсредоточава повече върху тежките екшъни и драми. През март 2011 излиза фантастичният екшън-трилър „Съкър Пънч“, в който играе Блонди. Снима се в продължението на „Пътуване до центъра на земята“ с Дуейн Джонсън – Скалата и „Gimme Shelter“, за чиято роля подстригва косите си и отсяда в приют за бременни тийнейджърки.
Най-добрата ѝ приятелка е Ашли Тисдейл, която играе най-големия и враг в „Училищен мюзикъл“ – Шарпей Евънс.

## Дискография

### Студийни албуми
- V (2006)
- Identified (2008)

### Сингли
- Come Back to Me (2006)
- Say OK (2007)
- Sneakernight (2008)

## Видеоклипове
| Видеоклип       | Премиера | Албум      |
| --------------- | -------- | ---------- |
| Come back to me | 2006     | V          |
| Say OK          | 2007     | V          |
| Sneakernight    | 2008     | Identified |
| $$$ex           | 2013     | -          |

## Турнета
- Identified Summer Tour (2008)

## Награди и номинации
Хъджънс е носителка на 5 награди и 13 номинации, като в категорията „Актриса на годината“ за 2009 измества доказали се имена като Ан Хатауей, Рийз Уидърспун и Дженифър Анистън.

### Награди
- 2006 – Teen Choice Awards – ТВ химия (със Зак Ефрън за Училищен мюзикъл)
- 2007 – Teen Choice Awards – Най-просперираща актриса (за Училищен мюзикъл 2)
- 2008 – Teen Choice Awards – Най-гореща жена
- 2009 – Kids Choice Awards – Актриса на годината (за Училищен мюзикъл 3)
- 2010 – ShoWest – Актрисата на утрешния ден

### Номинации
- 2006 – Imagen Foundation Awards – Най-добра ТВ актриса
- 2007 – Young Artist Award – Най-добра главна женска роля (за Училищен мюзикъл)
- 2009 – Teen Choice Award – Актриса на годината, категория музика и танц (за Училищен мюзикъл 3)
- 2009 – Teen Choice Award – Целувка на годината (със Зак Ефрън за Училищен мюзикъл 3)
- 2009 – Teen Choice Award – Най-гореща жена
- 2009 – Teen Choice Award – Звезден домашен любимец (тойпуделът и Шадоу)
- 2009 – MTV Movie Awards – Най-проспериращо женско изпълнение (за Училищен мюзикъл 3)
- 2009 – MTV Movie Awards – Целувка на годината (със Зак Ефрън за Училищен мюзикъл 3)
- 2009 – Mega Media Magazine Awards – Най-гореща актриса
- 2009 – МЕ Ливански филмов фестивал – Най-добра чуждестранна актриса
- 2011 – „Изборът на публиката“ – Любима филмова звезда под 35
- 2011 – Teen Choice Awards – Модна икона на червения килим
- 2011 – Teen Choice Awards – Целувка на годината (с Алекс Петифър за „Зверски“)

## Филмография
| Year | Title                                  | Role                 | Notes          |
| ---- | -------------------------------------- | -------------------- | -------------- |
| 2003 | Thirteen                               | Noel                 |                |
| 2004 | Гръмотевични птици                     | Tintin               | Main character |
| 2006 | Училищен мюзикъл                       | Gabriella Montez     |                |
| 2007 | Училищен мюзикъл 2                     | Gabriella Montez     |                |
| 2008 | Училищен мюзикъл 3: На прага на колежа | Gabriella Montez     | Lead role      |
| 2009 | Bandslam                               | Sa5m                 |                |
| 2011 | Звяр                                   | Lindy Taylor         |                |
| 2011 | Sucker Punch: Измислен свят            | Blondie              |                |
| 2012 | Пътуване до тайнствения остров         | Kailani              |                |
| 2013 | Купонджийки                            | Candy                |                |
| 2013 | The Frozen Ground                      | Cindy Paulson        |                |
| 2013 | Мачете убива                           | Cereza               |                |
| 2013 | Gimme Shelter                          | Agnes „Apple“ Bailey |                |

| Year | Title                         | Role                                      | Notes |
| ---- | ----------------------------- | ----------------------------------------- | --- |
| 2002 | Still Standing                | Tiffany                                   | „Still Rocking“ (season 1: episode 4) |
| 2002 | Robbery Homicide Division     | Nicole                                    | „Had“ (season 1: episode 10) |
| 2003 | The Brothers García           | Lindsay                                   | „New Tunes“ (season 4: episode 4) |
| 2005 | Quintuplets                   | Carmen                                    | „The Coconut Kapow“ (season 1: episode 22) |
| 2006 | Drake & Josh                  | Rebecca                                   | „Little Sibling“ (season 3: episode 16) |
| 2006 | The Suite Life of Zack & Cody | Corrie                                    | „Forever Plaid“ (season 2: episode 6) „Not So Suite 16“ (season 2: episode 10) „Neither a Borrower Nor a Speller Bee“ (season 2: episode 12) „Kept Man“ (season 2: episode 14) |
| 2009 | Robot Chicken                 | Lara Lor-Van / Butterbear / Erin Esurance | „Especially the Animal Keith Crofford“ (season 4: episode 19) |
| 2012 | Punk'd                        | Herself                                   | „Lucy Hale“ (season 9: episode 5) |

| Year | Title | Role         | Location             |
| ---- | ----- | ------------ | -------------------- |
| 2010 | Rent  | Mimi Marquez | Hollywood Bowl, 2010 |